# Cuevas de Reyllo
Cuevas de Reyllo es una pedanía perteneciente al municipio de Fuente Álamo de Murcia en la Región de Murcia, situada en la comarca natural del Campo de Cartagena. 

## Situación geográfica y geología
Cuevas de Reyllo se encuentra situada al noroeste del municipio de Fuente Álamo de Murcia. A una altitud de 165 m sobre el nivel del mar, en una zona de llanura característica del Campo de Cartagena. La formación montañosa importante más cercana son las faldas de la Sierra de Carrascoy situada a unos 6 km en línea recta desde la localidad.

## Climatología
Las condiciones climáticas de la localidad corresponden al definido como clima mediterráneo árido, con precipitaciones escasas casi todo el año que superan raramente los 300 mm anuales. No obstante, durante los meses de septiembre y octubre se pueden producir, precipitaciones torrenciales causadas por formaciones tormentosas en altura, conocidas popularmente como gota fría, pudiendo causar inundaciones.

## Biodiversidad
En agricultura predomina el secano, con cultivos como el almendro, la parra o el olivo. Entre la flora salvaje encontramos las bojas, bolagas y gandules, palmera datilera, esparto o tomillo característicos de esta zona del mediterráneo con escasas precipitaciones. Además encontramos ejemplares de pino carrasco de forma esporádica.
En cuanto a las especies animales que pueblan los campos aledaños, podemos señalar aves como el águila real, el búho real y la perdiz. Reptiles como la tortuga mora, la culebrilla ciega o culebra bastarda

## Historia
Existe evidencia en las cercanías a la localidad de asentamientos romanos como el del cercano al caserío de Los Muñoces. Sin embargo, el origen de la actual localidad es muy posterior. El topónimo de Cuevas de Reyllo, procede de una importante familia (los Reyllo) asentada en ella durante el siglo XIII.
En el año 1244 Alonso Hernández Reyllo fue uno de los cuarenta capitanes del infante Don Alfonso (luego Rey Don Alfonso X) que conquistaron la tierra y castillo de Lorca a sus pobladores musulmanes, y los obligaron a retroceder hacia Granada. Entre los cuarenta capitanes se repartieron la tierra de Lorca que había sido abandonada por los andalusíes en su retirada. A Alonso le tocaron las tierras donde hoy se encuentra la población de Cuevas de Reyllo. Sus descendientes han tenido siempre casa principal en Lorca, que todavía conserva en su fachada el escudo de armas de la familia.
Otro de los miembros de esta importante familia, Gregorio Reyllo Hernández, se convertiría en el primer alcalde de Fuente Álamo de Murcia en el año 1700.
En el siglo XVII, la existencia del Camino Real que discurría cerca de la localidad, permitió convertirla en un lugar de paso casi obligado hacia Andalucía por lo que ello hizo mejorar las condiciones de vida y la proliferación de negocios como las posadas tanto en la localidad como en los aledaños. 
En 1836, tras unas fuertes epidemias que despueblan el casco urbano de Fuente Álamo, se da orden de trasladar el ayuntamiento a la localidad, siendo su alcalde Ginés García Sánchez. Sin embargo este no prosperará y un año después el consistorio será restituido a  Fuente Álamo definitivamente.
Ya en el siglo XX, durante la Guerra Civil, se instala en el caserío de Los Guerreros, en las cercanías de Cuevas de Reyllo un aeródromo militar. En la década de los años 80 la localidad pierde población.
A comienzos del siglo XXI, la población vuelve a aumentar llegando a superar los 1300 habitantes. Sin embargo a partir del 2008 la localidad ha tenido que enfrentarse a los efectos de la crisis y a la emigración hacia localidades de mayor entidad como Fuente Álamo o Cartagena por parte de su población joven, con todo, sigue siendo un importante foco de industria alimentaria, tanto en lo referente a la agricultura de secano, algunos cítricos o la vid que es especialmente característica en la población vecina de Los Cánovas. Así como la ganadería, especialmente porcina. Además se ha abierto al turismo rural con la existencia de diversos alojamientos gracias a la existencia de diversas rutas de excursionismo, sobre todo por la cercanía de la Sierra de Carrascoy.

## Monumentos y patrimonio de interés
Cuevas de Reyllo posee algunos lugares de interés.
- Iglesia de Nuestra Señora del Rosario (siglo XVII)
- Molino de Las Cuevas
- Casa del Molino

## Instalaciones públicas
- Jardín y parque infantil de la localidad. (Calle Somosierra)
- Centro de salud.
- Colegio Público Alzabara.
- Centro social. (Avenida Príncipe de Asturias)

## Fiestas y costumbres
Las fiestas patronales de Cuevas de Reyllo, se celebran el día 7 de octubre en honor a la Virgen del Rosario, patrona de la localidad. Los festejos entremezclan fiestas religiosas y celebraciones laicas duran aproximadamente, algo más de una semana.

## Transporte y comunicaciones

### Por carretera
Dispone de accesos desde las vías RM-602 y RM-E6, dando acceso esta última a la autovía RM-2.

### En autobús
El servicio de viajeros por carretera del municipio se engloba dentro de la marca Movibus, el sistema de transporte público interurbano de la Región de Murcia (España), que incluye los servicios de autobús de titularidad autonómica.
| Línea | Recorrido                                                         | Recorrido                                                         | Operador       |
| ----- | ----------------------------------------------------------------- | ----------------------------------------------------------------- | -------------- |
| 41    | Cartagena - Fuente Álamo - Cuevas de Reyllo - Los Cánovas - Lorca | Cartagena - Fuente Álamo - Cuevas de Reyllo - Los Cánovas - Lorca | ALSA (TUCARSA) |